# Darreh Sabz
Darreh Sabz (persiska: درّه سبز, دَرِّۀ گُرگ, دَرِّه گُرگ) är en ort i Iran.   Den ligger i provinsen Markazi, i den nordvästra delen av landet, 230 km sydväst om huvudstaden Teheran. Darreh Sabz ligger 1 850 meter över havet och antalet invånare är 149.
Terrängen runt Darreh Sabz är platt åt nordväst, men åt sydost är den kuperad.Runt Darreh Sabz är det ganska tätbefolkat, med 116 invånare per kvadratkilometer. Närmaste större samhälle är Mīlājerd, 16,5 km väster om Darreh Sabz. Trakten runt Darreh Sabz består i huvudsak av gräsmarker.